# Strukturell diskriminering
Strukturell diskriminering är diskriminering på strukturell, i motsats till individuell, nivå. Diskrimineringen kan bestå av regler eller lagar i samhället. Genom diskrimineringen blir en grupp  – exempelvis kvinnor, män, gamla, etniska minoriteter, funktionshindrade eller HBTQ-personer – underordnad en annan. Strukturell diskriminering förekommer generellt på en omedveten nivå och är allmänt oberoende av enskilda personers attityder och handlingar, den utgör ett mönster på samhällsnivå.
I direktiven till en svensk statlig utredning ges denna definition:
Med strukturell diskriminering på grund av etnisk eller religiös tillhörighet avses således i dessa utredningsdirektiv regler, normer, rutiner, vedertagna förhållningssätt och beteenden i institutioner och andra samhällsstrukturer som utgör hinder för etniska eller religiösa minoriteter att uppnå lika rättigheter och möjligheter som majoriteten av befolkningen har. Sådan diskriminering kan vara synlig eller dold och den kan ske avsiktligt eller oavsiktligt.
Strukturell diskriminering kan delas upp i kulturell diskriminering som består av normer och beteenden och institutionell diskriminering som är formella regler och lagar, exempelvis apartheid-systemet.
Eliminerande av strukturell diskriminering beskrivs ibland som nödvändigt för att möjliggöra lika utfall. Förekomsten av strukturell diskriminering ses av vissa som orsak till misslyckad integration av invandrare.

## Könsdiskriminering

### Feminism
En grundtanke i feminismen är att det finns en strukturell diskriminering av kvinnor i samhället som bland annat ger sig till uttryck i oskäliga löneskillnader.

## Etnisk diskriminering

### Strukturell rasism
Strukturell rasism är en form av rasism som går bortom individers attityder och beteenden mot varandra utgör ett mönster på en samhällelig nivå. Där den strukturella rasismen förekommer så genomsyrar den samhällets fundamentala strukturer, som arbetsmarknaden, utbildningsväsendet, rättssystemet, m.fl. Strukturell rasism kan sägas utgöras av den sammanlagda effekten av enskilda handlingar och yttranden som tillsammans bildar ett diskriminerande mönster mot en grupp på grund av föreställningar om gruppens etnicitet, hudfärg, religion, kultur, osv.

### Islamofobi
Ett exempel på strukturell diskriminering är den rasprofilering som blev konsekvensen av de mer restriktiva immigrationslagar som infördes i USA efter 11 september 2001 (se islamofobi). Från och med 2002 var män över 16 år gamla, från 25 länder i Mellanöstern för att komma in i USA tvungna att fotograferas, lämna fingeravtryck, bli förhörda och låta få all sina ekonomiska information kopierad. De var även tvungna att anmäla sig till myndigheterna när de skulle lämna landet.